# Trisanna
Die Trisanna ist ein Fluss in Tirol mit etwa 31 Kilometern Länge, der das Paznaun entwässert.

## Name
Ursprünglich bezog sich der Name Trisanna auch auf die beiden Flüsse Sanna und Rosanna. Im Jahr 1449 findet sich der Name erstmals als Traesen in den schriftlichen Aufzeichnungen. Er geht wohl auf den keltischen Flussnamen *Tragesēnā mit der Bedeutung „sehr schneller (Fluss-)lauf“ zurück.

## Verlauf
Die Trisanna entsteht in Galtür aus dem Zusammenfluss vom Vermuntbach mit dem Jambach, die beide von Süden vom Alpenhauptkamm her kommen. Bisweilen wird der Vermuntbach (im Kleinvermunt) mit dem Bieltalbach als Oberlauf der Trisanna angesehen, die damit auf 46,1 km Länge kommt.
Die Trisanna fließt in östlicher bis nordöstlicher Richtung durch das Paznaun zwischen den Dreitausendern der Silvretta und der Samnaungruppe im Süden und den ebenso hohen Bergen der Verwallgruppe im Norden.
Die wichtigeren Seitentäler kommen von rechts (Süden) aus Silvretta und Samnaun:
- Bei Galtür mündet der Jambach,
- zwischen Valzur und Mathon der Lareinbach,
- bei Ischgl der Fimbabach,
- bei Kappl der Visnitzbach,
- bei Labebene der Grübelebach,
- bei Langesthei-Habigen der Flathbach.

Das Paznaun ist links wenig gegliedert, es münden zahlreiche steile Gräben.
Bei See wendet sich das Tal nach Norden. Die Trisanna durchfließt eine enge Schlucht, das zum Naturdenkmal erklärte Gfäll (Trisannaklamm),
bevor sie sich unterhalb von Schloss Wiesberg mit der aus dem Stanzer Tal von links (Westen) kommenden Rosanna zur Sanna vereinigt. Kurz vor der Mündung des Paznauns in das Stanzer Tal überspannt die Trisannabrücke der Arlbergbahn das Tal.
Die Sanna fließt dann weiter durch Pians und mündet nach wenigen Kilometern bei Landeck in den Inn.

## Einzugsgebiet

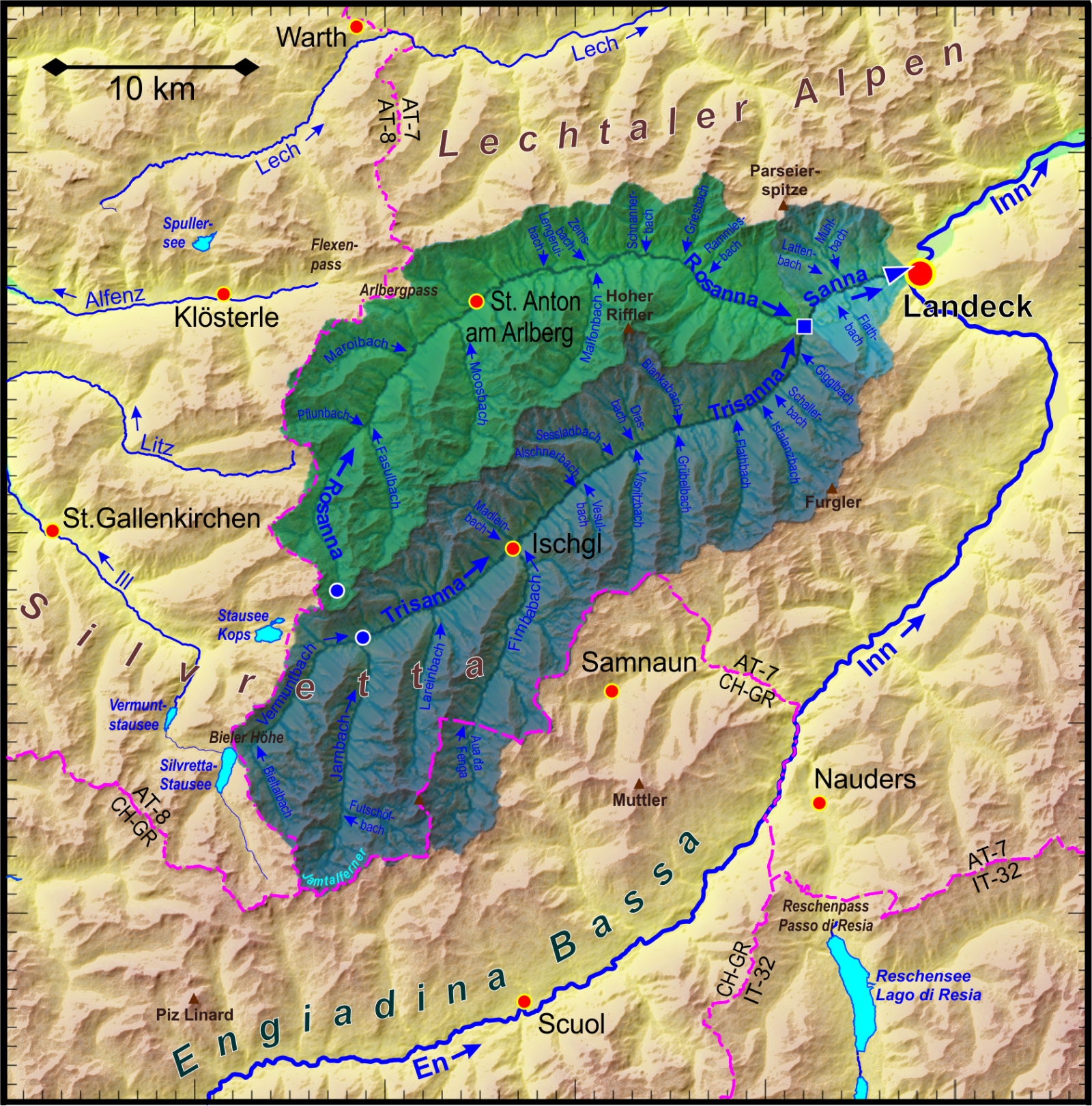
Orografisches Einzugsgebiet der Trisanna (violett) innerhalb des Einzugsgebiets der Sanna.

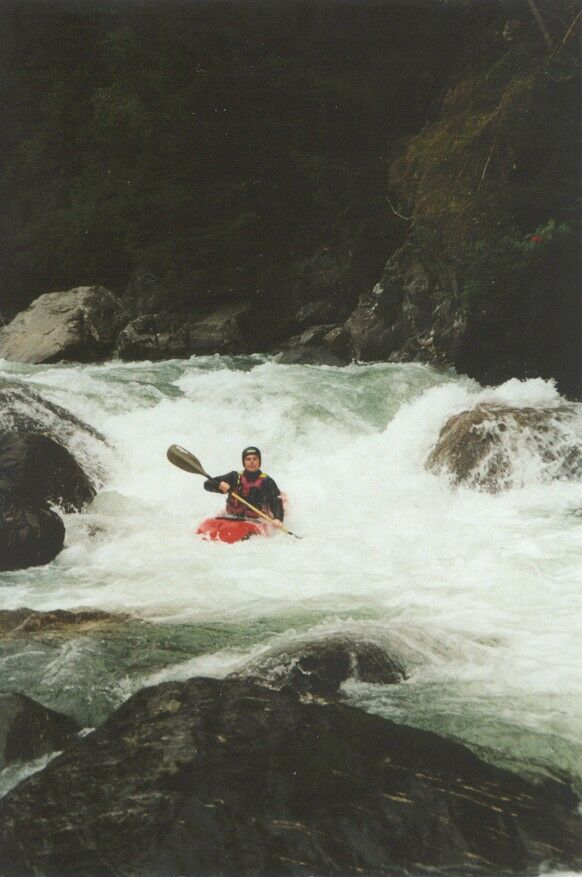
Befahrung der Seestufen im Unterlauf

Das natürliche Einzugsgebiet der Trisanna beträgt 409,1 km². Von den Zuflüssen der Trisanna wird ein Teil der Wassermenge durch die illwerke vkw AG in den Silvretta-Stausee und den Stausee Kops zur Stromgewinnung umgeleitet, wodurch sich das hydrologisch wirksame Einzugsgebiet um 130 km² verringert.
Der höchste Punkt im Einzugsgebiet ist das Südliche Fluchthorn mit 3399 m ü. A.
Im Einzugsbereich der Trisanna befinden sich 34 Gletscher mit einer Gesamtfläche von 11,05 km², was einem Vergletscherungsgrad von 2,7 % entspricht (Stand 2002). Der Großteil der Gletscherabflüsse wird aber in die Speicherseen abgeleitet, nur ein geringer Teil bleibt dem Abflussregime der Trisanna erhalten.

## Wasserführung
Der mittlere Abfluss am Pegel See im Paznaun beträgt 8,81 m³/s, was einer Abflussspende von 34,5 l/s·km² entspricht. Die Trisanna weist ein nivales Abflussregime auf, das durch die Schneeschmelze in den höheren Lagen des Einzugsgebietes dominiert wird. Die Gletscher haben aufgrund der Ausleitungen nur einen geringen Einfluss. Das Monatsmittel des abflussreichsten Monats Juni beträgt mit 23,3 m³/s gut das Zehnfache des abflussärmsten Monats Februar mit 2,17 m³/s.

## Hochwasser 2005
Vom Hochwasser im August 2005 war das Gebiet der Trisanna zusammen mit Rosanna, Inn und Lech am stärksten betroffen. Ergiebige Niederschläge im Einzugsgebiet und eine hoch liegende Schneefallgrenze führten im August 2005 zum bislang größten registrierten Hochwasserereignis. Der maximale Durchfluss betrug 49,1 m³/s am Pegel Galtür-Au und 282 m³/s am Pegel See und damit mehr als das Doppelte der bis dahin gemessenen Höchstwerte. Die Trisanna trat über weite Strecken über die Ufer, an manchen Stellen, z. B. bei Mathon, wurde der gesamte Talboden überflutet, dort hat sich der Fluss ein völlig neues Bett gesucht. Insgesamt wurde eine Fläche von etwa 1 km² überflutet, und die Trisanna verlängerte ihren Lauf um etwa 472 m. Das Hochwasser zerstörte zahlreiche Brücken und überflutete mehrere Ortsteile bis zu drei Meter hoch. Es zerstörte fast ein Drittel der B 188 Silvrettastraße, die neben der nur im Sommer offenen und mautpflichtigen Silvretta-Hochalpenstraße die einzige Zufahrt zu den Orten im Paznaun darstellt. Die ebenfalls Hochwasser führenden Zubringer führten 200.000 bis 300.000 m³ Geschiebe in die Trisanna.

## Ökologie
Der ökologische Zustand der Trisanna wird als gut bis sehr gut, in den Siedlungsbereichen zumeist als mäßig eingestuft. Die Gewässersohle ist unverbaut, die Ufer sind streckenweise, im Ortsgebiet von Galtür und See durchgehend, verbaut. Die Trisanna weist auf der gesamten Strecke Gewässergüteklasse I-II auf.

## Verschiedenes
- In Wien-Floridsdorf wurde 1953 die Trisannagasse benannt.